# 池端俊策
池端 俊策（いけはた しゅんさく、1946年1月7日 - ）は、広島県呉市出身の脚本家。

## 来歴
広島県立呉三津田高等学校を経て、1970年、明治大学政治経済学部卒業。高校時代から演劇部に入り、脚本作りに熱中していた。大学在学中からシナリオ作家協会主催の「シナリオ研究所」（現在の「シナリオ講座」）に通い、卒業後は竜の子プロダクションに半年勤務。その後は営業職など職を転々とし、今村昌平の脚本助手となり、今村監督の映画『復讐するは我にあり』（1979年、松竹/今村プロ）、『楢山節考』（1983年、東映/今村プロ）の第1稿を手がけた。
1984年、テレビドラマ脚本『私を深く埋めて』（TBS）『羽田浦地図』（NHK）『危険な年ごろ』（読売テレビ）の三作品で第3回向田邦子賞、芸術選奨文部大臣新人賞を受賞し脚光を浴びる。
1991年、第29作目の大河ドラマ『太平記』の脚本を手がける。
2009年春に『帽子』（NHK広島）で芸術選奨文部科学大臣賞を受賞、同年秋には紫綬褒章を受章。
2017年、『夏目漱石の妻』（NHK）で放送人グランプリ2017のグランプリを受賞。同年、旭日小綬章を受章。
2020年、自身2作目となる大河ドラマ『麒麟がくる』の脚本を手がける。同作品で橋田賞を受賞。
2022年、文化功労者。
映画『復讐するは我にあり』『楢山節考』以来の仲である緒形拳の出演作を、『羽田浦地図』『百年の男』『帽子』（以上、NHK）など多数執筆。初監督映画『あつもの』でも、緒形が主演している。2009年2月に、2008年に死去した緒形を追悼するドキュメンタリー番組『俳優〜脚本家・池端俊策が見つめた緒形拳〜』（NHK）が放送された。
ビートたけしの主演作も、『昭和四十六年 大久保清の犯罪』『イエスの方舟』『あの戦争は何だったのか 日米開戦と東條英機』（以上、TBS）などを発表している。また、1990年の『忠臣蔵』では、両主演という形で、緒形拳（大野九郎兵衛役）、ビートたけし（大石内蔵助役）が共演した。
演出家の鶴橋康夫とのコンビは長く、『仮の宿なるを』『魔性』『危険な年ごろ』『風の棲む家』（以上、読売テレビ）などの作品がある。TBSプロデューサーの八木康夫との仕事も、『昭和四十六年 大久保清の犯罪』『協奏曲』『烏鯉』など多数。
日本放送作家協会会員。日本脚本家連盟会員。日本脚本アーカイブズ推進コンソーシアム代表理事。向田邦子賞選考委員。また、日本映画学校に於いて多数の後進の育成に努める。

## 作品

### テレビアニメ
- 昆虫物語 みなしごハッチ（1971年、フジテレビ）

### テレビドラマ
- 夏からの手紙（1972年、東海テレビ）
- ワイルド7（1972年、日本テレビ）
- かんざしお艶（1975年、読売テレビ）
- パイプのけむり（1976年、朝日放送）
- 朝日のようにさわやかに（1977年、中部日本放送）
- 馬・逃げた!（1979年、北海道放送）
- 愛って何ですか（1979年、フジテレビ）
- 陽気な逃亡（1980年、フジテレビ）
- ああ我が家（1980年、北海道放送）
- かげろうの死（1981年、読売テレビ）
- 「入試問題」殺人事件（1982年、TBS）
- みだらな女神たち（1983年、TBS）
- 昭和四十六年 大久保清の犯罪（1983年、TBS）
- 仮の宿なるを（1983年、読売テレビ）
- 魔性（1984年、読売テレビ）
- 羽田浦地図（1984年、NHK）
- 私を深く埋めて（1984年、TBS）
- 子供達は森に隠れる（1984年、NHK）
- 危険な年ごろ（1984年、読売テレビ）
- イエスの方舟（1985年、TBS）
- 私はポルノ女優・小夜子の恋（1986年、TBS）
- チャンスは気まぐれ（1986年、中部日本放送）
- 遠めがねの女（1986年、読売テレビ）
- 約束の旅（1987年、NHK）[12]
- 魚河岸ものがたり（1987年、NHK）
- むかし通りの人々（1987年、NHK）
- 海の群星（1988年、NHK）
- 虹のある部屋（1988年、NHK）
- さんまの「おれは裸だ」（1988年、読売テレビ）
- 冬の橋（1988年、テレビ朝日）
- 鳥の歌（1989年、NHK）
- 花と家族（1989年、日本テレビ）
- ダックスフントのワープ（1989年、NHK）
- 風の棲む家（1989年、日本テレビ）
- 忠臣蔵（1990年、TBS）
- 太平記（1991年、NHK大河ドラマ）
- 鏡の中の女たち<オムニバス>（1992年、TBS）
- 並木家の人々（1993年、フジテレビ）
- 私が殺した男（1993年、読売テレビ）
- 幸福の条件（1994年、NHK）[13]
- 僕が彼女に、借金をした理由。（1994年、TBS）
- 百年の男（1995年、NHK）
- 協奏曲（1996年、TBS）
- 翔ぶ男（1998年、NHK）
- 烏鯉（1998年、TBS）
- 聖徳太子（2001年、NHK）
- 蜜蜂の休暇（2001年、NHK）
- 天国への階段（2002年、読売テレビ）
- 海峡を渡るバイオリン（2004年、フジテレビ）
- 大化改新（2005年、NHK）
- ぶるうかなりや（2005年、WOWOW）
- 死亡推定時刻（2006年、フジテレビ）
- 帽子（2008年、NHK）
- あの戦争は何だったのか 日米開戦と東條英機（2008年、TBS）
- ぼくの妹（2009年、TBS）
- 大仏開眼（2010年、NHK）
- 悪女について（2012年、TBS）
- 黒澤明ドラマスペシャル 野良犬（2013年、テレビ朝日）
- 時計屋の娘（2013年、TBS）
- 足尾から来た女（2014年、NHK）
- おやじの背中 第8話「駄菓子」（2014年8月31日、TBS）
- 松本清張〜坂道の家（2014年12月6日、テレビ朝日）
- 経世済民の男 「鬼と呼ばれた男〜松永安左ェ門」（2015年、NHK）
- 百合子さんの絵本 〜陸軍武官・小野寺夫婦の戦争〜（2016年7月30日、NHK総合）[14]
- 夏目漱石の妻（2016年9月24日 - 10月15日、NHK総合）
- 破獄（2017年4月12日、テレビ東京）
- 麒麟がくる（2020年、NHK大河ドラマ）

### 映画
- 復讐するは我にあり（1979年）
- 楢山節考（1983年）‐助監督
- 優駿 ORACION（1988年）
- あつもの（1999年、シネカノン/日活/アンシャンテ）※監督兼任（初監督作品）[15]

## 著書
- 『池端俊策ドラマ集』（1990年、日本テレビ放送網）
- 『池端俊策ベスト・シナリオセレクション』（1998年、三一書房）